# Vešter
Vešter je naselje u slovenskoj Općini Škofji Loki. Vešter se nalazi u pokrajini Gorenjskoj i statističkoj regiji Gorenjskoj. 

## Stanovništvo
Prema popisu stanovništva iz 2002. godine naselje je imalo 178 stanovnika.